# Heresiarches albicinctus
Heresiarches albicinctus là một loài tò vò trong họ Ichneumonidae.